# Gaspar de Lemos

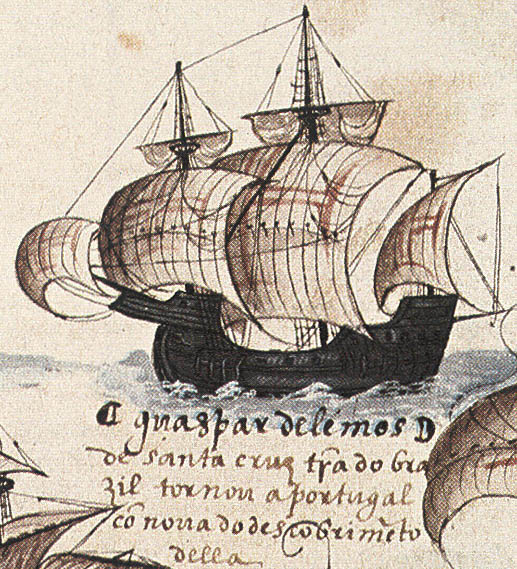
Nau de Gaspar de Lemos.

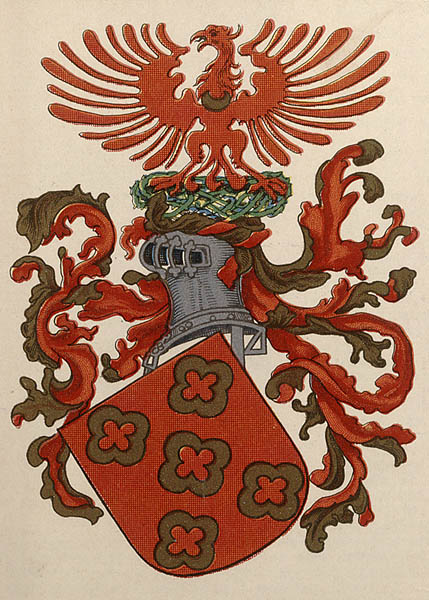
Brasão de Gaspar de Lemos.

Gaspar de Lemos foi um navegador português do século XVI. Comandou um dos navios da frota de Pedro Álvares Cabral, que chegou ao Brasil em 22 de abril de 1500.

## Carreira
Diretamente, sabe-se pouco sobre as suas origens. Este fidalgo talvez descenda de família morgada, originária do reino de Galiza, que veio a Portugal no reinado de Afonso IV (1325-1357), que recebeu terras e constituiu morgados sob D. João I. Embora as fontes não citem as origens de Gaspar de Lemos, alguns livros portugueses utilizam as armas da família Lemos para ilustrar verbetes sobre ele.
Como comandante do navio que transportava mantimentos, foi designado por Cabral para retornar a Portugal, após curta estada em terras de Vera Cruz, levando para D. Manuel I as notícias sobre o descobrimento do que se pensava ser uma ilha. Assim, retornou a Portugal com a carta de Pero Vaz de Caminha, que comunicava ao rei o achamento. Voltou ao Brasil em 1501 numa viagem exploratória das terras continentais recém-descobertas por Vicente Yáñez Pinzón, na companhia, dentre outros, de Américo Vespúcio.
Partiu de Lisboa em 10 de maio de 1501 e voltou a 7 de setembro de 1502. São creditados a esta expedição os seguintes feitos:
- em 7 de agosto de 1501, instala o primeiro padrão português conhecido no Brasil, em Touros, Rio Grande do Norte;
- em 1 de novembro de 1501, descobre baía que batizou Baía de Todos os Santos;
- em 1 de janeiro de 1502, descobre a baía da Guanabara, que confundiu com um rio e batizou de Rio de Janeiro;
- em 6 de janeiro de 1502, funda Angra dos Reis;
- em 22 de janeiro de 1502, descobre a ilha de São Vicente.

Alguns autores portugueses atribuem a Gonçalo Coelho essa viagem de 1501/1502 que, no entanto, só partiu de Lisboa em 1503, também acompanhado de Américo Vespúcio. Outras fontes o confundem com Gaspar da Gama, cristão-novo que veio das Índias com Vasco da Gama.